# Losne
Losne település Franciaországban, Côte-d’Or megyében. Lakosainak száma 1712 fő (2022. január 1.). Losne Saint-Jean-de-Losne, Franxault, Saint-Symphorien-sur-Saône, Saint-Usage, Pagny-le-Château és Aumur községekkel határos.

## Népesség
A település népességének változása:
| Lakosok száma | 1108 | 1307 | 1334 | 1454 | 1681 | 1636 | 1606 | 1596 | 1635 | 1712 |
|               | 1968 | 1982 | 1990 | 2006 | 2013 | 2015 | 2017 | 2019 | 2020 | 2022 |